# Смертний гріх (фільм)
«Смертний гріх» — іспансько-французько-італійський кінофільм 1973 року, знятий режисером Франсіско Ровіра Белета.

## Сюжет
Вихований самотньою матір'ю Хасі ріс розпещеною дитиною, ні в чому не отримуючи відмови. Подорослішавши, він мимоволі шукає в інших жінках риси своєї матері, затіваючи один швидкоплинний роман за іншим з пані, набагато старшими за нього. Але всі його пригоди закінчуються поверненням додому з букетом троянд для тієї єдиної, кого він любить по-справжньому. Одного разу він застає свою матір у ліжку з коханцем. Шокований тим, що сталося, Хасі йде з дому, вирішивши жити самостійно. Єдине місце, де на нього чекають — маленька комуна хіпі на чолі з художницею Елен, яка намагається заробити, підробляючи картини Пікассо.

## У ролях
- Рено Верле — Хасі
- Джина Лоллобриджида — Нетті
- Даніель Дар'є — Тереза / мати Хасі
- Конча Веласко — Африка
- Сьюзен Гемпшир — Елейн
- Марібель Мартін — Маріан
- Джакомо Россі Стюарт — Річард Лейтон
- Уго Бланко — Тоні, друг Хасі
- Едуардо Фахардо — адвокат
- Карлос Менді — комісар
- Монтсеррат Хуліо — друг Терези
- Густаво Ре — старий гомосексуаліст
- Кармен Мартінес Сьєрра — Донья Ампаро
- Хосе Йэпес — епізод

## Знімальна група
- Режисер — Франсіско Ровіра Белета
- Продюсер — Андрес Веласко
- Сценарій — Пауль Андреота
- Композитор — П'єро Піччоні
- Оператор — Мішель Кельбер
- Монтаж — Джанфранко Амікуччі, Мерседес Алонсо